# Utricularia tricolor
Utricularia tricolor är en tätörtsväxtart som beskrevs av A. St. Hil.. Utricularia tricolor ingår i släktet bläddror, och familjen tätörtsväxter. Inga underarter finns listade i Catalogue of Life.